# اعزب البياز (الأوداية)
اعزب البياز هو دُوَّار يقع بجماعة الأوداية، عمالة مراكش، جهة مراكش آسفي في المملكة المغربية. ينتمي الدوّار لمشيخة الأوداية التي تضم 22 دوار. يقدر عدد سكانه بـ 647 نسمة حسب الإحصاء الرسمي للسكان والسكنى لسنة 2004.

## روابط خارجية
- البوابة الوطنية للجماعات الترابية
- المندوبية السامية للتخطيط